# Spetsstjärtad smörbult
Spetsstjärtad smörbult (Lesueurigobius friesii) är en bottenlevande fisk i familjen smörbultar.

## Utseende
En massivt byggd smörbult med rödbrunaktiga fläckar på kroppen och de två ryggfenorna. Stjärtfenan är, som namnet antyder, spetsig. Mellan ögonen har den tydliga gropar med sinnesorgan. Största längd är 13 cm.

## Vanor
Den spetsstjärtade smörbulten är en bottenfisk som lever på mjukbottnar mellan 20 och 300 meters djup. Den döljer sig ofta i håligheter eller i egenhändigt grävda gångar. Det förekommer att den delar dessa gångar med en havskräfta. Födan består av små kräftdjur, mollusker och havsborstmaskar. Arten kan bli upp till 11 år gammal.

### Fortplantning
Arten leker under vår till sommar (senare i nordliga områden). Äggen läggs inne i bogången och vaktas av hanen.

## Utbredning
Den spetsstjärtade smörbulten förekommer i östra Atlanten i två skilda områden: Dels från Brittiska öarna till Spanien, Medelhavet och vidare till Mauretanien; dels i Skagerack och Kattegatt.